# مهندسی محصولات
مهندسی محصولات (انگلیسی: Product engineering) به فرایند طراحی و توسعه دستگاه، مونتاژ یا سیستمی گفته می‌شود که از طریق برخی مراحل تولید، به عنوان کالایی برای فروش تولید شود. مهندسی محصولات معمولاً شامل فعالیتی در رابطه با مسائل مربوط به هزینه، تولید، کیفیت، عملکرد، قابلیت اطمینان، قابلیت سرویس، طول عمر مورد نظر و ویژگی‌های کاربر است. این ویژگی‌های محصول به‌طور کلی همه در تلاشند تا محصول بدست آمده را برای بازار مورد نظر خود جذاب و مشارکت کننده موفق در تجارت سازمانی که قصد دارد محصول را به آن بازار عرضه کند، جستجو کنیم. این شامل طراحی، توسعه و انتقال به ساخت محصول است. این اصطلاح شامل توسعه مفهوم محصول و طراحی و توسعه اجزای مکانیکی، الکترونیکی و نرم‌افزاری آن است. پس از انجام طراحی و توسعه اولیه، انتقال محصول به تولید آن، بخشی از مهندسی محصول محسوب می‌شود.
به عنوان مثال، مهندسی دوربین دیجیتال شامل تعریف مجموعه ویژگی‌ها، طراحی اپتیک‌ها، طراحی مکانیکی و ارگونومیکی بسته‌بندی و توسعه الکترونیکی است که اجزای مختلف را کنترل می‌کند و توسعه نرم‌افزاری است که به کاربر اجازه می‌دهد تصاویر را ببیند، آنها را در حافظه ذخیره کرده و در رایانه بارگیری کند.
مهندسی محصول یک رشته مهندسی است که به هر دو جنبه طراحی و ساخت یک محصول می‌پردازد.